# Cineconcerto

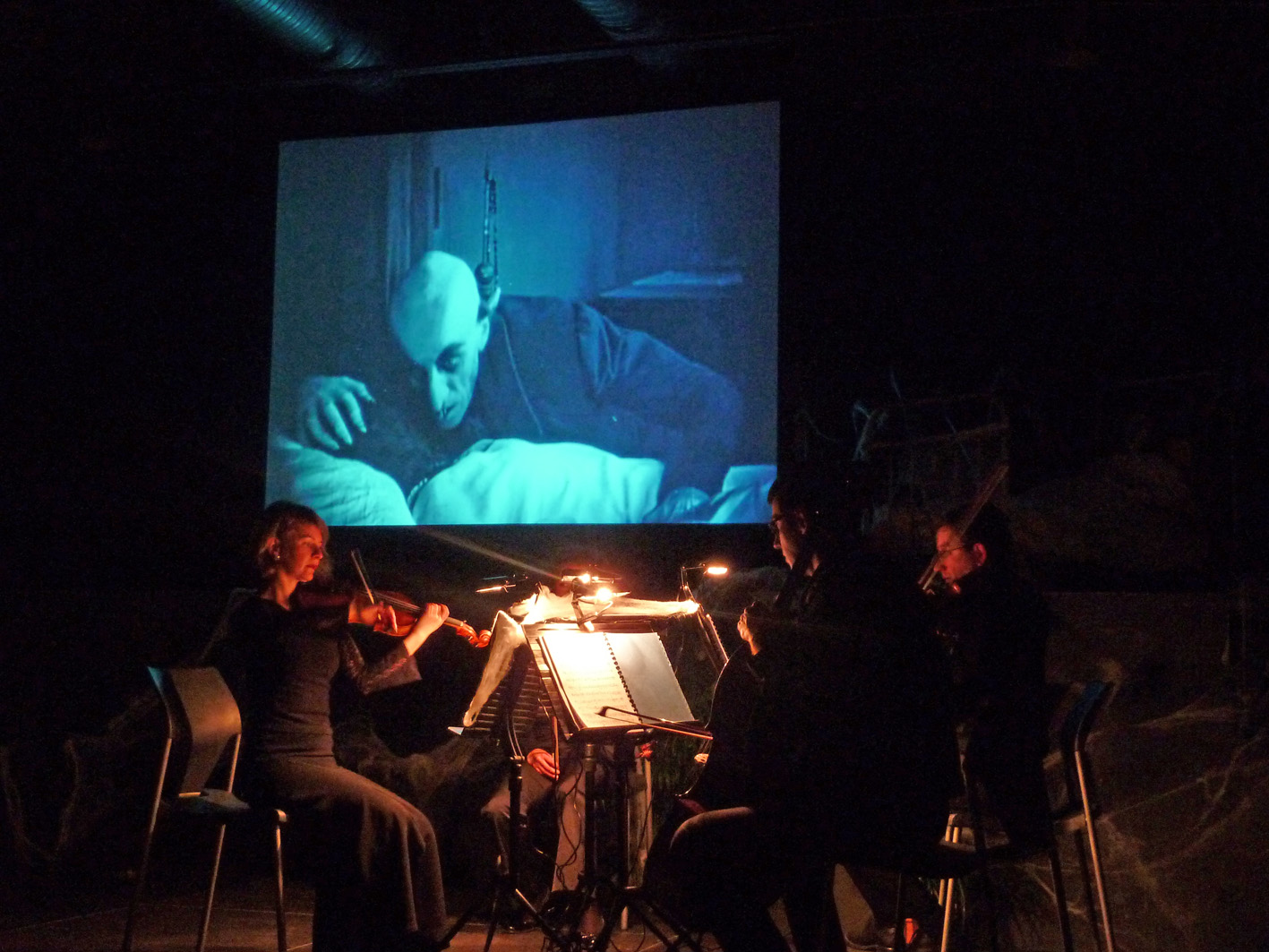
Nosferatu il vampiro proiettato in un cineconcerto con orchestra dal vivo

Il cineconcerto è uno spettacolo in cui un'orchestra esegue dal vivo la colonna sonora di un film mentre questo viene proiettato su grande schermo con i soli dialoghi e effetti sonori. Questo tipo di evento, che affonda le sue radici nell'epoca del cinema muto, è un'esperienza che unisce la musica dal vivo al film su grande schermo.

## Storia
Nell'epoca del cinema muto i film venivano regolarmente proiettati al cinema accompagnati dall'esecuzione di musica dal vivo, solitamente da parte di un'orchestrina o dal solo pianoforte. Fino agli anni 1910, la scelta delle musiche era lasciata al parere dei cinema stessi, ma ciò cominciò a cambiare nel corso del decennio, quando cominciarono a nascere le prime colonne sonore vere e proprie.
L'avvento del sonoro rese ridondante la presenza di musicisti in sala e la tradizione fu sostanzialmente abbandonata. Un nuovo interesse nel cinema muto nel secondo Novecento portò a una riscoperta e valorizzazione delle colonne sonore composte negli anni 1920, promossa in primo luogo dal musicologo Gillian Anderson. Tuttavia, l'esecuzione di musica dal vivo durante la proiezioni di film muti rimase quasi esclusivamente appannaggio di festival cinematografici, musei e, occasionalmente, teatri d'opera e sale da concerto. Nel corso degli anni settanta questo fenomeno divenne via via più popolare, come dimostra, ad esempio, l'inaugurazione delle Giornate del cinema muto nel 1982.
La nuova popolarità delle rappresentazioni di film muti con musica dal vivo ispirò tentativi di replicare l'esperienza del cineconcerto anche con film sonori. Nel 1987 André Previn diresse dal vivo la colonna sonora di Prokof'ev durante una proiezione di Aleksandr Nevskij con la Los Angeles Philharmonic Orchestra al Dorothy Chandler Pavilion, mentre nel maggio 2001 Howard Shore eseguì dal vivo le proprie colonne sonore durante proiezioni di Inseparabili e Il pasto nudo. A consacrare definitivamente il fenomeno fu, l'anno dopo, John Williams, che diresse la propria colonna sonora dal vivo durante una proiezione allo Shrine Auditorium di Los Angeles per il ventesimo anniversario di E.T. l'extra-terrestre. Nei decenni successi il fenomeno si è esteso enormemente, tanto da coinvolgere orchestre di alto profilo quali la New York Philharmonic e sedi prestigiose come la Royal Albert Hall.

## Caratteristiche tecniche

### Preparazione
A seconda delle esigenze del cineconcerto, le partiture originali delle colonne sonore possono essere adattate per l’esecuzione dal vivo. Questo processo può prevedere la ricostruzione della partitura originale, qualora essa fosse andata perduta o non sia mai stata trascritta. Inoltre, nei cineconcerti di film sonori, la traccia musicale viene rimossa dalla colonna audio del film, lasciando intatti i dialoghi e gli effetti sonori, spesso grazie anche all'isolamento delle tracce vocali e degli effetti sonori della pellicola.

### Esecuzione
La sincronizzazione tra colonna sonora e immagini sul grande schermo è ottenuta grazie a una combinazione di strumenti tecnologici. Il direttore d'orchestra solitamente utilizza un click track, un segnale audio (simile a un metronomo) che il maestro e alcuni musicisti ascoltano in cuffia e permette loro di mantenere un tempo costante e rispettare il ritmo esatto della colonna sonora originale. I direttori possono scegliere di utilizzare anche il sistema delle streamers e punches, che consiste in segnali visivi proiettati su uno schermo di monitoraggio. Le streamers sono linee che attraversano lo schermo per indicare il tempo esatto in cui deve iniziare una nuova sezione musicale, mentre i punches sono lampi di luce che segnalano i cambi di tempo o i momenti critici della partitura. 
La partitura utilizzata dal direttore è spesso dotata di un timecode, che indica l'esatto tempo cinematografico in cui devono avvenire determinati passaggi musicali. Questo permette al direttore di anticipare le scene e gestire eventuali variazioni dinamiche. Inoltre, il direttore ha uno schermo personale su cui viene mostrato il film con marcatori visivi che segnalano l’inizio di battute o scene chiave.